# Алессандро Неста
Алессандро Неста (італ. Alessandro Nesta, * 19 березня 1976, Рим) — італійський футболіст, захисник «Мілану» та національної збірної Італії. Після завершення кар'єри став футбольним тренером. З червня 2024 року очолює «Монцу».
Триразовий чемпіон Італії. Триразовий володар Кубка Італії. Чотириразовий володар Суперкубка Італії з футболу. Дворазовий переможець Ліги чемпіонів УЄФА. Володар Кубка Кубків УЄФА. Триразовий володар Суперкубка УЄФА. Клубний чемпіон світу. У складі збірної — чемпіон світу.
Включений до переліку «100 найкращих футболістів світу», складеного у 2004 році на прохання ФІФА легендарним Пеле.

## Клубна кар'єра
Вихованець футбольної школи клубу «Лаціо». Дорослу футбольну кар'єру розпочав 1993 року в основній команді того ж клубу, в якій провів дев'ять сезонів, взявши участь у 193 матчах чемпіонату. Більшість часу, проведеного у складі «Лаціо», був основним гравцем захисту команди. За цей час двічі виборював титул володаря Кубка Італії, ставав володарем Суперкубка Італії з футболу (також двічі), чемпіоном Італії, володарем Кубка Кубків УЄФА, володарем Суперкубка УЄФА.
До складу клубу «Мілан» приєднався 2002 року. Наразі встиг відіграти за «россонері» 214 матчів в національному чемпіонаті. За цей час додав до переліку своїх трофеїв ще один титул володаря Кубка Італії, знову ставав володарем Суперкубка Італії з футболу, чемпіоном Італії (двічі), володарем Суперкубка УЄФА (двічі), переможцем Ліги чемпіонів УЄФА (двічі), клубним чемпіоном світу.

## Виступи за збірні
1994 року дебютував у складі юнацької збірної Італії, взяв участь у 2 іграх на юнацькому рівні.
Протягом 1994—1996 років залучався до складу молодіжної збірної Італії. На молодіжному рівні зіграв у 6 офіційних матчах, забив 1 гол.
1996 року захищав кольори олімпійської збірної Італії. У складі цієї команди провів 3 матчі. У складі збірної був учасником футбольного турніру на Олімпійських іграх 1996 року в Атланті.
1996 року дебютував в офіційних матчах у складі національної збірної Італії. Наразі провів у формі головної команди країни 78 матчів.
У складі збірної був учасником чемпіонату Європи 1996 року в Англії, чемпіонату світу 1998 року у Франції, чемпіонату Європи 2000 року у Бельгії та Нідерландах, де разом з командою здобув «срібло», чемпіонату світу 2002 року в Японії і Південній Кореї, чемпіонату Європи 2004 року у Португалії, а також чемпіонату світу 2006 року у Німеччині, здобувши того року титул чемпіона світу.

## Тренерська кар'єра
«Маямі»
31 серпня 2015 року Неста був представлений як головний тренер новоствореної команди «Маямі», яка з квітня 2016 року почала виступ в Північноамериканської футбольній лізі. У дебютному сезоні клуб Нести посів сьоме місце. У сезоні 2017 року за його керівництвом клуб фінішував на чолі турнірної таблиці і в весняному, і в осінньому першостях, але в плей-оф оступився в півфіналі, програвши «Нью-Йорк Космос» у серії пенальті з рахунком 6:5 (після безгольової нічиєї). Неста покинув «Маямі» 17 листопада 2017 року.
«Перуджа»
14 травня 2018 року Неста очолив клуб «Перуджа» із Серії B. Через чотири дні, в своєму дебюті він програв останній матч Серії B «Емполі» з рахунком 1:2, проте команда вже забезпечила собі вихід в плей-оф за підвищення. 3 червня «Перуджа» з рахунком 3:0 програла «Венеції» і вибула з плей-оф. Свою першу перемогу у керма клубу Неста здобув 2 вересня 2018 року в домашньому матчі «червоно-білих» проти «Асколі»; в цій грі Неста був видалений за суперечки з суддею [86]. У підсумку команда посіла дев'яте місце, відставши на одне очко від зони плей-оф за підвищення, але «Перуджа» все ж вийшла в плей-оф завдяки санкціям проти «Палермо». 18 травня в першому ж раунді «Перуджа» програла «Еллас Верона» (1:4), вибула з матчів плей-оф, і Неста був звільнений.
«Фрозіноне»
Влітку 2019 року став головним тренером іншого клубу італійської Серії B — «Фрозіноне».
| Дата       | Місто          | Господарі            | Результат             | Гості                | Турнір                | Голи | Примітки   |
| ---------- | -------------- | -------------------- | --------------------- | -------------------- | --------------------- | ---- | ---------- |
| 05/10/1996 | Кишинів        | Молдова              | 1 – 3                 | Італія               | Відбір до ЧС 1998     | -    |            |
| 09/10/1996 | Перуджа        | Італія               | 1 – 0                 | Грузія               | Відбір до ЧС 1998     | -    |            |
| 29/03/1997 | Трієст         | Італія               | 3 – 0                 | Молдова              | Відбір до ЧС 1998     | -    |            |
| 04/06/1997 | Нант           | Італія               | 0 – 2                 | Англія               | товариський турнір    | -    |            |
| 11/06/1997 | Париж          | Італія               | 2 – 2                 | Франція              | товариський турнір    | -    |            |
| 10/09/1997 | Тбілісі        | Грузія               | 0 – 0                 | Італія               | Відбір до ЧС 1998     | -    |            |
| 11/10/1997 | Рим            | Італія               | 0 – 0                 | Англія               | Відбір до ЧС 1998     | -    |            |
| 29/10/1997 | Москва         | Росія                | 1 – 1                 | Італія               | Відбір до ЧС 1998     | -    |            |
| 15/11/1997 | Неаполь        | Італія               | 1 – 0                 | Росія                | Відбір до ЧС 1998     | -    |            |
| 28/01/1998 | Катанія        | Італія               | 3 – 0                 | Словаччина           | товариський матч      | -    |            |
| 22/04/1998 | Парма          | Італія               | 3 – 1                 | Парагвай             | товариський матч      | -    |            |
| 02/06/1998 | Гетеборг       | Швеція               | 1 – 0                 | Італія               | товариський матч      | -    |            |
| 11/06/1998 | Бордо          | Італія               | 2 – 2                 | Чилі                 | ЧС 1998 - 1-й етап    | -    |            |
| 17/06/1998 | Монпельє       | Італія               | 3 – 0                 | Камерун              | ЧС 1998 - 1-й етап    | -    |            |
| 23/06/1998 | Сен-Дені       | Італія               | 2 – 1                 | Австрія              | ЧС 1998 - 1-й етап    | -    |            |
| 16/12/1998 | Рим            | Італія               | 6 – 2                 | Зірки світу          | товариський матч      | -    |            |
| 10/02/1999 | Піза           | Італія               | 0 – 0                 | Норвегія             | товариський матч      | -    |            |
| 27/03/1999 | Копенгаген     | Данія                | 1 – 2                 | Італія               | Відбір до ЧЄ 2000     | -    |            |
| 31/03/1999 | Анкона         | Італія               | 1 – 1                 | Білорусь             | Відбір до ЧЄ 2000     | -    |            |
| 28/04/1999 | Загреб         | Хорватія             | 0 – 0                 | Італія               | товариський матч      | -    |            |
| 08/09/1999 | Неаполь        | Італія               | 2 – 3                 | Данія                | Відбір до ЧЄ 2000     | -    |            |
| 09/10/1999 | Мінськ         | Білорусь             | 0 – 0                 | Італія               | Відбір до ЧЄ 2000     | -    |            |
| 23/02/2000 | Палермо        | Італія               | 1 – 0                 | Швеція               | товариський матч      | -    |            |
| 26/04/2000 | Реджо-Калабрія | Італія               | 2 – 0                 | Португалія           | товариський матч      | -    |            |
| 03/06/2000 | Осло           | Норвегія             | 1 – 0                 | Італія               | товариський матч      | -    |            |
| 11/06/2000 | Арнем          | Туреччина            | 1 – 2                 | Італія               | ЧЄ 2000 - 1-й етап    | -    |            |
| 14/06/2000 | Брюссель       | Італія               | 2 – 0                 | Бельгія              | ЧЄ 2000 - 1-й етап    | -    |            |
| 19/06/2000 | Ейндговен      | Італія               | 2 – 1                 | Швеція               | ЧЄ 2000 - 1-й етап    | -    |            |
| 24/06/2000 | Брюссель       | Італія               | 2 – 0                 | Румунія              | ЧЄ 2000 - чвертьфінал | -    |            |
| 29/06/2000 | Амстердам      | Італія               | 0 – 0 д.ч. (3-1 п.п.) | Нідерланди           | ЧЄ 2000 - півфінал    | -    |            |
| 02/07/2000 | Роттердам      | Франція              | 2 – 1                 | Італія               | ЧЄ 2000 - Фінал       | -    | 2-ге місце |
| 03/09/2000 | Будапешт       | Угорщина             | 2 – 2                 | Італія               | Відбір до ЧС 2002     | -    |            |
| 07/10/2000 | Мілан          | Італія               | 3 – 0                 | Румунія              | Відбір до ЧС 2002     | -    |            |
| 11/10/2000 | Анкона         | Італія               | 2 – 0                 | Грузія               | Відбір до ЧС 2002     | -    |            |
| 15/11/2000 | Турин          | Італія               | 1 – 0                 | Англія               | товариський матч      | -    |            |
| 24/03/2001 | Бухарест       | Румунія              | 0 – 2                 | Італія               | Відбір до ЧС 2002     | -    |            |
| 28/03/2001 | Трієст         | Італія               | 4 – 0                 | Литва                | Відбір до ЧС 2002     | -    |            |
| 02/06/2001 | Тбілісі        | Грузія               | 1 – 2                 | Італія               | Відбір до ЧС 2002     | -    |            |
| 01/09/2001 | Каунас         | Литва                | 0 – 0                 | Італія               | Відбір до ЧС 2002     | -    |            |
| 07/11/2001 | Сайтама        | Японія               | 1 – 1                 | Італія               | товариський матч      | -    |            |
| 27/03/2002 | Лідс           | Англія               | 1 – 2                 | Італія               | товариський матч      | -    |            |
| 17/04/2002 | Мілан          | Італія               | 1 – 1                 | Уругвай              | товариський матч      | -    |            |
| 18/05/2002 | Прага          | Чехія                | 1 – 0                 | Італія               | товариський матч      | -    |            |
| 03/06/2002 | Саппоро        | Італія               | 2 – 0                 | Еквадор              | ЧС 2002 - 1-й етап    | -    |            |
| 08/06/2002 | Касіма         | Італія               | 1 – 2                 | Хорватія             | ЧС 2002 - 1-й етап    | -    |            |
| 13/06/2002 | Ойта           | Італія               | 1 – 1                 | Мексика              | ЧС 2002 - 1-й етап    | -    |            |
| 21/08/2002 | Трієст         | Італія               | 0 – 1                 | Словенія             | товариський матч      | -    |            |
| 07/09/2002 | Баку           | Азербайджан          | 0 – 2                 | Італія               | Відбір до ЧЄ 2004     | -    |            |
| 12/10/2002 | Неаполь        | Італія               | 1 – 1                 | Сербія та Чорногорія | Відбір до ЧЄ 2004     | -    |            |
| 16/10/2002 | Кардіфф        | Уельс                | 2 – 1                 | Італія               | Відбір до ЧЄ 2004     | -    |            |
| 12/02/2003 | Генуя          | Італія               | 1 – 0                 | Португалія           | товариський матч      | -    |            |
| 29/03/2003 | Палермо        | Італія               | 2 – 0                 | Фінляндія            | Відбір до ЧЄ 2004     | -    |            |
| 11/06/2003 | Гельсінкі      | Фінляндія            | 0 – 2                 | Італія               | Відбір до ЧЄ 2004     | -    |            |
| 06/09/2003 | Мілан          | Італія               | 4 – 0                 | Уельс                | Відбір до ЧЄ 2004     | -    |            |
| 10/09/2003 | Белград        | Сербія та Чорногорія | 1 – 1                 | Італія               | Відбір до ЧЄ 2004     | -    |            |
| 11/10/2003 | Реджо-Калабрія | Італія               | 4 – 0                 | Азербайджан          | Відбір до ЧЄ 2004     | -    |            |
| 12/11/2003 | Варшава        | Польща               | 3 – 1                 | Італія               | товариський матч      | -    |            |
| 18/02/2004 | Палермо        | Італія               | 2 – 2                 | Чехія                | товариський матч      | -    |            |
| 30/05/2004 | Туніс          | Туніс                | 0 – 4                 | Італія               | товариський матч      | -    |            |
| 14/06/2004 | Гімарайш       | Данія                | 0 – 0                 | Італія               | ЧЄ 2004 - 1-й етап    | -    |            |
| 18/06/2004 | Порту          | Італія               | 1 – 1                 | Швеція               | ЧЄ 2004 - 1-й етап    | -    |            |
| 22/06/2004 | Гімарайш       | Італія               | 2 – 1                 | Болгарія             | ЧЄ 2004 - 1-й етап    | -    |            |
| 18/08/2004 | Рейк'явік      | Ісландія             | 2 – 0                 | Італія               | товариський матч      | -    |            |
| 04/09/2004 | Палермо        | Італія               | 2 – 1                 | Норвегія             | Відбір до ЧС 2006     | -    |            |
| 08/09/2004 | Кишинів        | Молдова              | 0 – 1                 | Італія               | Відбір до ЧС 2006     | -    |            |
| 09/10/2004 | Цельє          | Словенія             | 1 – 0                 | Італія               | Відбір до ЧС 2006     | -    |            |
| 13/10/2004 | Парма          | Італія               | 4 – 3                 | Білорусь             | Відбір до ЧС 2006     | -    |            |
| 17/08/2005 | Дублін         | Ірландія             | 1 – 2                 | Італія               | товариський матч      | -    |            |
| 03/09/2005 | Глазго         | Шотландія            | 1 – 1                 | Італія               | Відбір до ЧС 2006     | -    |            |
| 07/09/2005 | Мінськ         | Білорусь             | 1 – 4                 | Італія               | Відбір до ЧС 2006     | -    |            |
| 08/10/2005 | Палермо        | Італія               | 1 – 0                 | Словенія             | Відбір до ЧС 2006     | -    |            |
| 12/11/2005 | Амстердам      | Нідерланди           | 1 – 3                 | Італія               | товариський матч      | -    |            |
| 01/03/2006 | Флоренція      | Італія               | 4 – 1                 | Німеччина            | товариський матч      | -    |            |
| 02/06/2006 | Лозанна        | Італія               | 0 – 0                 | Україна              | товариський матч      | -    |            |
| 12/06/2006 | Ганновер       | Італія               | 2 – 0                 | Гана                 | ЧС 2006 - 1-й етап    | -    |            |
| 17/06/2006 | Кайзерслаутерн | Італія               | 1 – 1                 | США                  | ЧС 2006 - 1-й етап    | -    |            |
| 22/06/2006 | Гамбург        | Чехія                | 0 – 2                 | Італія               | ЧС 2006 - 1-й етап    | -    |            |
| 11/10/2006 | Тбілісі        | Грузія               | 1 – 3                 | Італія               | Відбір до ЧЄ 2008     | -    |            |
| Усього     |                | Матчів (13 місце)    | 78                    |                      | Голів                 | 0    |            |

## Титули і досягнення
- Володар Кубка Італії (3):

«Лаціо»: 1997–98, 1999–00
«Мілан»: 2002–03
- Володар Суперкубка Італії з футболу (4):

«Лаціо»: 1998, 2000
«Мілан»: 2004, 2011
- Чемпіон Італії (3):

«Лаціо»: 1999–00
«Мілан»: 2003–04, 2010–11
- Володар Кубка Кубків УЄФА (1):

«Лаціо»: 1998–99
- Володар Суперкубка УЄФА (3):

«Лаціо»: 1999
«Мілан»: 2003, 2007
- Переможець Ліги чемпіонів УЄФА (2):

«Мілан»: 2002–03, 2006–07
- Клубний чемпіон світу (1):

«Мілан»: 2007
- Чемпіон світу (1): 2006
- Чемпіон Європи (U-21): 1996
- Віце-чемпіон Європи: 2000